# Diphyus macilentus
Diphyus macilentus là một loài tò vò trong họ Ichneumonidae.